# Marian Sadjak
Marian Sadjak (* 4. April 1972) ist ein ehemaliger österreichischer Fußballspieler.

## Karriere
Sadjak wechselte zur Saison 1989/90 zum SAK Klagenfurt. Nach Jahren im Kärntner Unterhaus mit den Klagenfurtern gelang 1995 der Aufstieg in die zweite Liga. Sein Debüt in der zweithöchsten Spielklasse gab er im August 1995, als er am ersten Spieltag der Saison 1995/96 gegen den Favoritner AC in der Startelf stand und in der Halbzeitpause durch Marijan Smid ersetzt wurde. Bis Saisonende kam er zu 28 Zweitligaeinsätzen für den SAK, in denen er drei Tore erzielte.
Nach einer Spielzeit stieg der Verein allerdings wieder in die Regionalliga ab. Im Jänner 1998 wechselte er zum SC Globasnitz, bei dem er nach der Saison 2005/06 auch seine Karriere beendete.